# Eléonore Denuelle de La Plaigne
Eléonore Denuelle (13. září 1787 – 30. ledna 1868) byla milenka francouzského císaře Napoleona Bonaparte a matka jeho syna Charlese Léona.
Narodila se jako Louise Catherine Eléonore Denuelle de la Plaigne do středostavovské rodiny. Byla velmi krásná a chytrá, ve věku 18 let byla provdána za armádního kapitána Jean-François Revel-Honoré. Tři měsíce po svatbě byl její manžel zatčen a uvězněn na dva roky. Dne 29. dubna 1806 byli manželé rozvedeni.
Krátce na to se stala Eléonore milenkou Napoleona Bonaparte, tento vztah zorganizovala jeho sestra Caroline Bonaparte. Za méně než rok mu porodila levobočka Charlese Léona. Charles byl prvním nelegitimním potomkem Napoleona a díky tomu bylo zjištěno, že je schopen mít potomky a neplodnou je tedy jeho manželka Joséphine de Beauharnais. Po tomto zjištění se Napoleon s Joséphine rozvedl a oženil se s Marií Luisou Habsbursko-Lotrinskou.
V roce 1808 provdal Napoleon Eléonore za mladého poručíka Pierre-Philippe Augier ze Sauzay a to na příkaz ukončení nemanželského vztahu. Bylo jí vyplaceno velké věno a novomanželský pár se přestěhoval do Španělska. Dne 28. listopadu 1812 byl její manžel prohlášen za nezvěstného po invazi do Ruska. V roce 1814 se znovu provdala, tentokrát za hraběte Charles-Emile-Auguste-Louis de Luxbourg. Se svým třetím manžel žila až do jeho smrti o 35 let později. Jejich manželství bylo roku 1824 požehnáno narozením dcery Amélie.
Eléonore zemřela 30. ledna 1858 ve svém bytě v 8. pařížském obvodu ve věku osmdesáti let. Byla pohřbena na slavném hřbitově Père-Lachaise.